# Эль-Льяно (муниципалитет)
Эль-Льяно (исп. El Llano) — муниципалитет в Мексике, штат Агуаскальентес, с административным центром в городе Пало-Альто. Численность населения, по данным переписи 2010 года, составила 18 828 человек.

## Общие сведения
Название El Llano, с испанского — равнина, дано муниципалитету, как единственному в штате, расположенному на равнине.
Площадь муниципалитета равна 510 км², что составляет 9,09 % от площади штата. Он граничит с другими муниципалитетами штата: на севере с Асьентосом, и на западе с Агуаскальентесом, а на востоке и юге с другим штатом — Халиско.

## Учреждение и состав
Муниципалитет был образован в 30 января 1992 года, в его состав входит 157 населённых пунктов, самые крупные из которых:
| Код INEGI | Населённый пункт                                        | Численность населения (2005 год) | Численность населения (2010 год) |
| 010       | Всего                                                   | 17 115                           | 18 828                           |
| 0001      | Пало-Альто (исп. Palo Alto) (административный центр)    | 4 810                            | 5 399                            |
| 0018      | Лос-Конос (исп. Los Conos)                              | 913                              | 1 108                            |
| 0058      | Охо-де-Агуа-де-Круситас (исп. Ojo de Agua de Crucitas)  | 1 009                            | 1 078                            |
| 0107      | Санта-Роса (Эль-Уисаче) (исп. Santa Rosa (El Huizache)) | 948                              | 1 050                            |
| 0042      | Ла-Лус (исп. La Luz)                                    | 761                              | 870                              |
| 0057      | Эль-Новильо (исп. El Novillo)                           | 759                              | 865                              |

## Экономическая деятельность
По статистическим данным 2000 года, работоспособное население занято по секторам экономики в следующих пропорциях: сельское хозяйство, скотоводство и рыбная ловля — 2,5 %, промышленность и строительство — 33,1 %, сфера обслуживания и туризма — 61,8 %.

## Инфраструктура
По статистическим данным 2010 года, инфраструктура развита следующим образом:
- электрификация: 93,4 %;
- водоснабжение: 99,1 %;
- водоотведение: 99,6 %.

## Туризм
Основные достопримечательности:
- небольшая церковь Святой Девы Марии, построенная в 1921 году в неоклассическом стиле, рядом с которой похоронен бывший губернатор штата Родриго Ринкон Гальярдо;
- бывшая асьенда, построенная в 1873 году;
- гора Эль-Гранде, с природными аттракционами, привлекающими туристов.